# Wołodymyr Ohryzko
Wołodymyr Stanisławowycz Ohryzko, ukr. Володимир Станiславович Огризко (ur. 1 kwietnia 1956 w Kijowie) – ukraiński dyplomata, polityk, minister spraw zagranicznych Ukrainy od 2007 do 2009.

## Życiorys
W 1978 ukończył studia na Uniwersytecie Kijowskim. Z wykształcenia specjalista ds. stosunków międzynarodowych oraz tłumacz języka niemieckiego, uzyskał stopień kandydata nauk historycznych.
Od 1978 związany z dyplomacją. W latach 1978–1988 był zatrudniony w wydziale prasowym, z przerwą na służbę w Armii Radzieckiej (1981–1983). Był kolejno: attaché (1978–1980), III sekretarzem (1980-1981 i 1983-1985) oraz II sekretarzem (1985–1988). W latach 1988–1991 był I sekretarzem, a w 1991 radcą w wydziale głównego radcy ministerstwa. Od 1991 do 1992 pełnił funkcję radcy wydziału analiz politycznych.
W latach 1992–1996 pracował w placówkach zagranicznych: był radcą w ambasadach Ukrainy w Niemczech (1992–1993 i 1994–1996) oraz Austrii (1993–1994). Od 1996 zatrudniony w Administracji Prezydenta Ukrainy jako kierownik Zarządu Polityki Zagranicznej. W 1999 objął stanowisko ambasadora pełnomocnego i nadzwyczajnego w Austrii oraz przedstawiciela przy organizacjach międzynarodowych z siedzibą w Wiedniu.
W latach 2004–2005 był ambasadorem pełnomocnym w Wydziale Współpracy Euroatlantyckiej MSZ Ukrainy. Od 2005 do 2007 zajmował stanowisko wiceministra spraw zagranicznych, od stycznia do marca 2007 był pełniącym obowiązki ministra. 18 grudnia 2007  objął urząd ministra w drugim rządzie Julii Tymoszenko z rekomendacji Wiktora Juszczenki i Naszej Ukrainy-Ludowej Samoobrony.
3 marca 2009 został odwołany ze stanowiska  przez Radę Najwyższą Ukrainy. Wotum nieufności wobec jego osoby poparło 250 z 450 deputowanych parlamentu. Zasiadał później we władzach Naszej Ukrainy.
W 2009 odznaczony Krzyżem Oficerskim Orderu Zasługi Rzeczypospolitej Polskiej.